# Megadasys sterreri
Megadasys sterreri är en djurart som tillhör fylumet bukhårsdjur, och som först beskrevs av Boaden 1974.  Megadasys sterreri ingår i släktet Megadasys och familjen Lepidodasyidae. Inga underarter finns listade i Catalogue of Life.